# Mariska Majoor

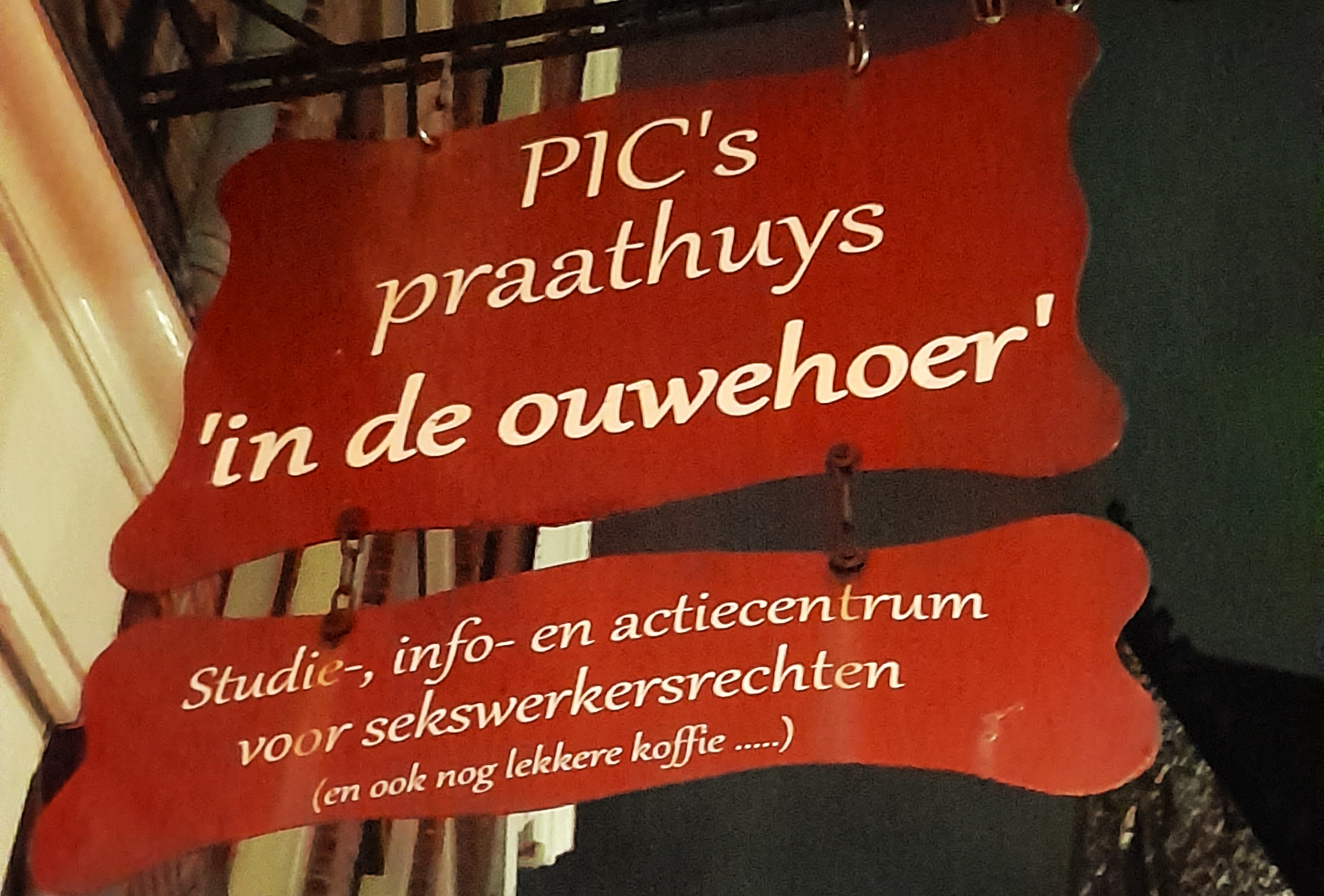
Majoor is vooral bekend als oprichter van het Prostitutie Informatie Centrum (PIC).

Mariska Majoor (Hilversum, 2 november 1968) is een Nederlands schrijver, publicist, spreker, ondernemer en voormalig sekswerker. Ze richtte het Prostitutie Informatie Centrum (1994) en de sekswerkersvakbond PROUD (2015) op om (beginnende) sekswerkers te ondersteunen en bezoekers van de Wallen en het brede publiek te informeren, vragen te beantwoorden en misverstanden te weerleggen over alles wat met sekswerk te maken heeft. Majoor geeft lezingen en presentaties over sekswerk en schreef onder meer de boeken Als sex werken wordt (1999), United Under a Red Umbrella: Sex Work Around the World (2018) en De Wallen: toekomst van ons verleden (2020). In 2017 werd Mariska Majoor geridderd door de burgemeester van Amsterdam als erkenning voor haar bijdrage aan sekswerkersrechten in Nederland.

## Biografie

### Sekswerker
Mariska Majoor werd op 2 november 1968 geboren te Hilversum en groeide op in Laren. Naar eigen zeggen had ze een beschermende katholieke opvoeding waarin ze bepaalde dingen absoluut niet mocht doen.:23:30 Als 16-jarige liep Majoor weg van huis en stopte met school. Ze koos even later vrijwillig voor een baan als sekswerker. Achteraf gezien was ze 'impulsief', om 'een hele idiote reden' begonnen omdat ze ergens snel geld voor nodig had, al had ze er nooit spijt van.:13:04 Ze vertelde in 1994 dat ze 'vreselijk veel lol [had] gehad en ook hele nare dingen meegemaakt', vooral met betrekking tot stigma en slechte werkomstandigheden omdat bordelen op dat moment in Nederland nog niet gelegaliseerd waren.:23:17 Toch vond ze haar mooiste tijd wel toen ze achter het raam stond en later in een privéhuis werkte omdat het 'heel spannend' was: 'Je hebt lol met je collega's, dat is heel persoonlijk. Je hebt een bepaald gevoel van macht als je bijna in je blote kont achter een raam staat en de hele wereld kan je zien. (...) Het is moeilijk uit te leggen.':23:38 Toen ze besloot te stoppen, kon ze niet echt ander werk vinden wat ze leuk vond: 'Ik deed allemaal kutbaantjes: schoonmaken, koffiezetten. Maar werken voor een baas, met mijn grote bijdehante mond, was niks voor mij.'
Na 5 jaar combineerde ze haar plannen voor haar eigen bedrijf met haar kennis en ervaring over sekswerk. Vanaf 1992 publiceerde ze het tweetalig Engels-Nederlandse tijdschrift Pleasure Guide: informatief magazine over het betaalde liefdesleven, waarvoor ze augustus dat jaar geïnterviewd werd door NRC Handelsblad. De eerste oplage was 20.000 exemplaren en de in Amsterdam verspreide nummers waren binnen twee weken uitverkocht. Majoor wilde prostitutie 'uit dat eeuwige verdomhoekje halen', klanten en toeristen informeren over de heersende moraal en wetgeving en klanten praktisch advies geven over wat wel en niet kan: 'Ik weet hoe klant en prostituee met elkaar omgaan en dat kan veel beter. Daar moest iets aan gedaan worden.' Ook merkte ze op dat door de vrouwenemancipatie steeds meer sekswerkers zzp'er werden in plaats van in (een vorm van) loondienst te gaan bij de exploitant van een bordeel: 'De vrouw begon haar eigen keuzes te maken en dus ook de prostituee. Zij is eigen ondernemer geworden.' Aanvankelijk was de Pleasure Guide nog wel afhankelijk van advertentie-inkomsten en daarom schreef Majoor in eerste instantie niet over clubs waar ze iets op aan te merken vond; kritische artikelen waren voor zodra het blad serieus werd genomen.

### Prostitutie Informatie Centrum

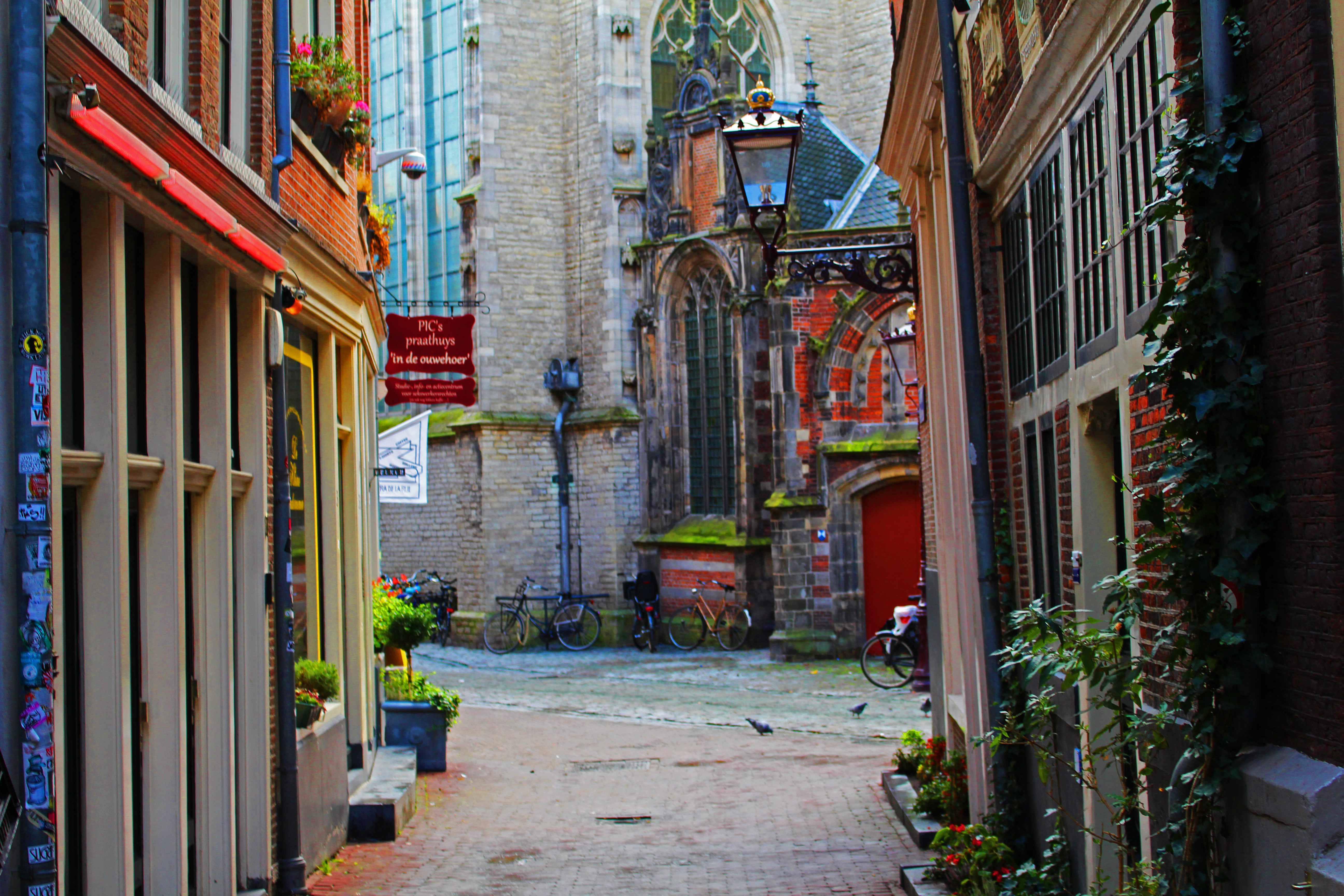
Enge Kerksteeg en de Oude Kerk in Amsterdam, met op de hoek het Prostitutie Informatie Centrum (PIC) van Mariska Majoor met het Praathuys 'in de ouwehoer' (2020)

In augustus 1994 richtte Majoor op de Wallen het Prostitutie Informatie Centrum (PIC) op. Eind januari 1995 startte Majoor er de eerste cursus in Nederland voor vrouwen én mannen die prostituee/é wilden worden, of het al waren en wilden bijleren.:7:16 Majoor vertelde Trouw daarover: 'Ik begin ermee omdat je in het vak zo vaak hoort zeggen dat de prostitutie een echt beroep is (...); dan moet er ook een opleiding in zijn. Want er is heel wat in te leren.' Voor 250 gulden kregen deelnemers in zes dagdelen verspreid over zes weken uitleg van Majoor, andere (voormalige) sekswerkers, seksuologen en andere experts over de geschiedenis van de prostitutie, wat voor soorten sekswerk er zijn, gezondheid, geldzaken en persoonlijk welzijn.:10:40 Met iedere cursist voerde Majoor eerst een intake-gesprek om te vragen waarom zij of hij sekswerk wilde gaan doen en of dat wel een goede reden was of niet; naast geld verdienen moet diegene het ook leuk werk vinden.:8:08 Ze vond het belangrijk om een bewuste keuze te maken voor het beroep en er niet te belanden vanuit een probleemsituatie, zoals schulden of drugsverslaving.:9:25
Op 9 juli 1995 nam Majoor het initiatief om bij wijze van experiment 16 mannelijke sekswerkers achter de ramen op de Wallen te laten werken. Er waren zowel positieve als negatieve reacties op het initiatief; omdat er echter zo veel cameraploegen op af kwamen en er ophef ontstond onder de vrouwelijke sekswerkers in de nabijgelegen panden, moest het experiment voortijdig worden gestaakt.
Het PIC heeft door de jaren heen tegelijkertijd gefungeerd als een informatieloket, Wallenwinkel (waaronder seksspeeltjes, boeken en pamfletten van Majoor over sekswerk-gerelateerde veelgestelde vragen), bibliotheek, mini-museum en kunstgalerij. Majoor voerde er het woord met de pers, beantwoordde vragen van voorbijgangers en gaf rondleidingen door de rosse buurt. Omdat een sekswerker uit Den Haag naar haar toe was gekomen met de vraag naar meer informatie in boekvorm, die er echter niet was, schreef ze zelf in 1999 het handboek Als sex werken wordt, met handige tips en checklists zoals 'Wanneer gaat je vriendje op een pooier lijken' en '10 redenen om het wel/niet te doen.'

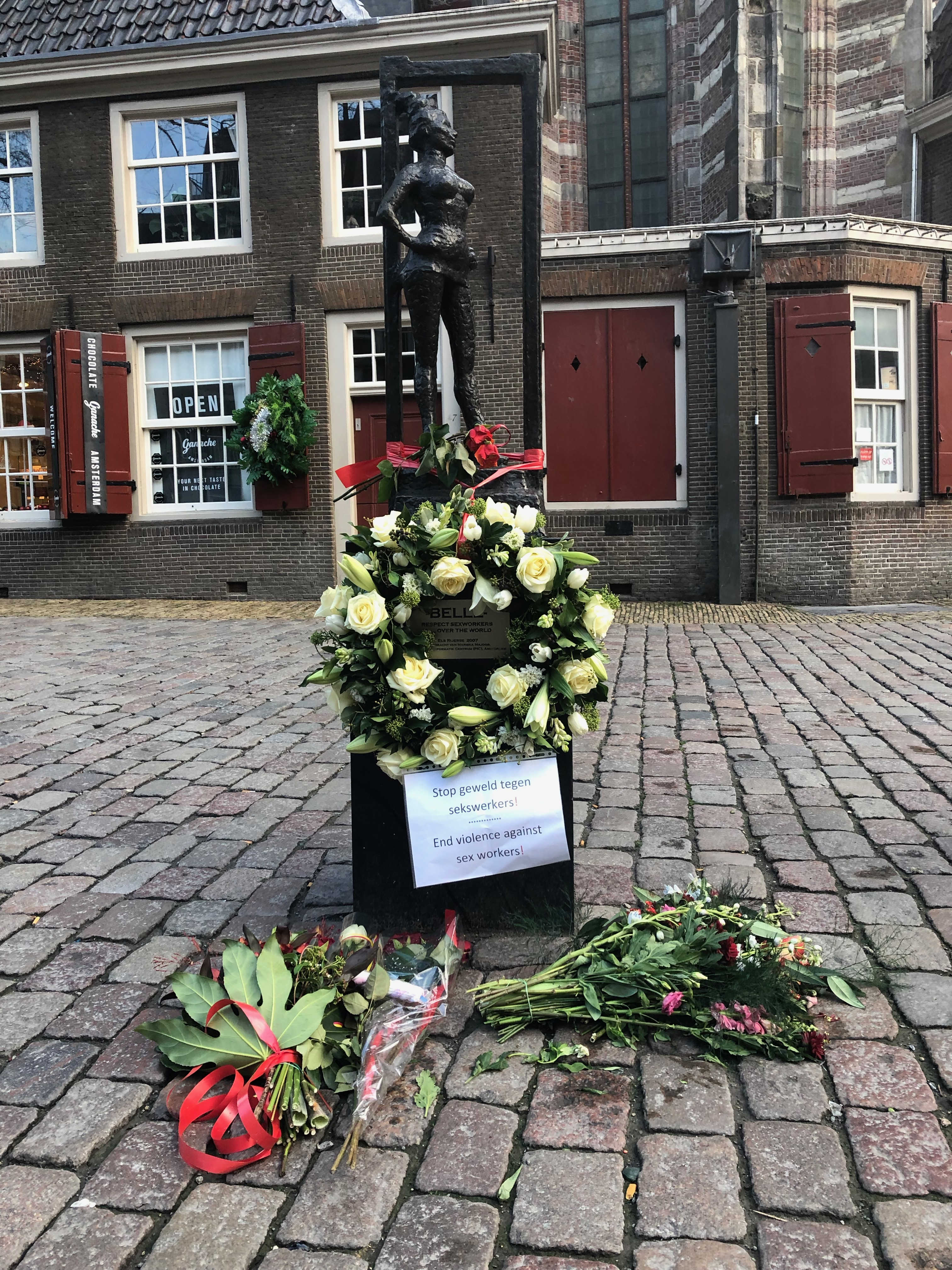
Standbeeld Belle. De bloemenkrans is gelegd ter gelegenheid van de International Day to End Violence Against Sex Workers (jaarlijks op 17 december, op de foto in 2018).

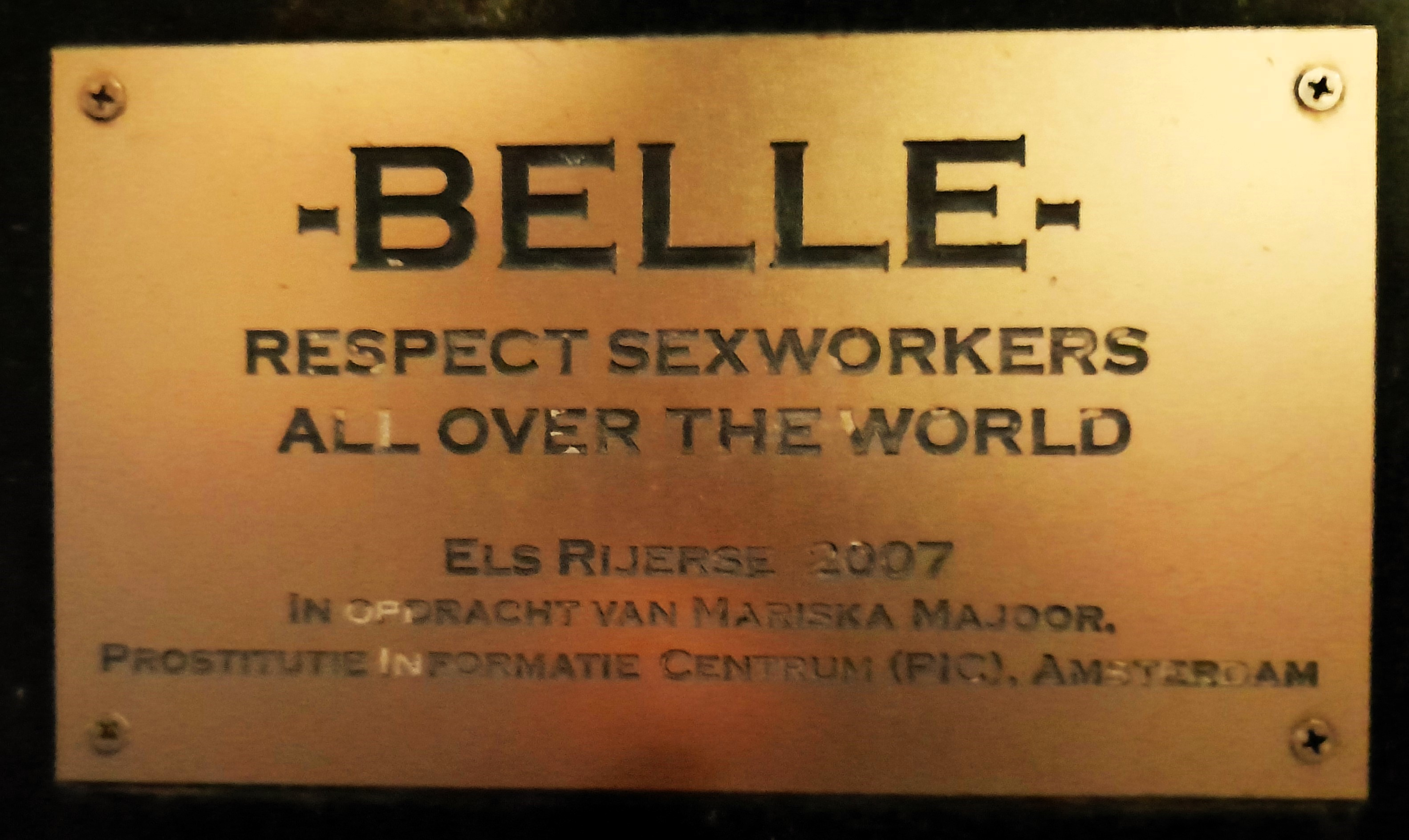
Plaquette op standbeeld Belle: "Respect sexworkers all over the world, Els Rijerse 2007, in opdracht van Mariska Majoor, Prostitutie Informatie Centrum (PIC), Amsterdam".

### Activisme
Majoor was voorstander van de afschaffing van het bordeelverbod in 2000 en vond het 'een logische stap' in de richting van de decriminalisering van sekswerk. Maar ze was sceptisch over hoe het verliep: 'Overheid en bordeelhouders roepen zo makkelijk dat regulering in het voordeel is van de prostituees, maar als je in de praktijk kijkt, hebben ze andere prioriteiten.' Ze wees erop dat sekswerkers al sinds de jaren 1950 belasting betaalden, maar dat dit nu pas werd geformaliseerd, er plots hard werd opgetreden tegen iedere vorm van prostitutie die nog niet gelegaliseerd was (met als doel mensenhandel tegen te gaan, waar op zich iedereen het mee eens was, maar niet met de werkwijze) en het nieuwe beleid nogal willekeurig leek te worden gehandhaafd. Hoe dan ook, Majoor schreef een nieuwe belastingfolder voor sekswerkers die de nieuwe wetgeving wilden volgen, maar niet wisten hoe.
Nadat het bordeelverbod werd afgeschaft in 2000, stopte de overheid de subsidie aan verschillende organisaties die zich inzetten voor de belangen van sekswerkers, waaronder de Mr. A. de Graafstichting (1960–2005) en stichting De Rode Draad, die hierdoor in financiële moeilijkheden kwamen. In december 2005 verscheen Majoor op televisiezender Nederland 3 in het praatprogramma Woestijnruiters (voorloper van Pauw & Witteman), waar ze in discussie ging met Karina Schaapman, een ander voormalig sekswerker die zich – in tegenstelling tot Majoor – inmiddels tegen de branche had gekeerd.
Sinds 2006 is er enkele keren een open dag op de Wallen gehouden. Bij de open dag van 31 maart 2007 stonden er op initiatief van Mariska Majoor voor de tweede keer mannelijke prostituees achter de ramen om tegen betaling seks te hebben met vrouwen of mannen. Dezelfde dag werd tevens op haar initiatief op het Oudekerksplein een bronzen standbeeld genaamd Belle van kunstenares Els Rijerse onthuld als eerbetoon aan sekswerkers. In 2007 lanceerde het Amsterdams gemeentebestuur echter een campagne genaamd Platform 1012, dat beoogde enkele raambordelen uit te kopen en vervangen door mode- en kunstwinkels. Na kritiek op promotie van De Wallen op de toerismewebsite van de overheid werden die webpagina's verwijderd en in 2008 beloofde het bestuur alle raamprostitutie en het Prostitutie Informatie Centrum van Majoor rondom de Oude Kerk te verwijderen. Echter, omdat de burgemeester en wethouders stelselmatig de gehele buurt en alle daar gevestigde bedrijven aanduidde als "crimineel" of "criminogeen", werkte de aanpak averechts en kwamen de betrokken raamexploitanten, coffeeshophouders en andere buurtondernemers hiertegen in verzet.
In oktober 2023 nam Majoor het initiatief voor een protestmars tegen de plannen van de gemeente Amsterdam om raambordelen te verplaatsen naar een erotisch centrum; zij overhandigde de burgemeester het Manifest voor behoud van de Amsterdamse Wallen.

### Sekswerkersstichting Proud
De bekende Nederlandse sekswerkersstichting De Rode Draad ging in 2012 failliet. Daarop richtte Majoor in 2015 de nieuwe sekswerkersvereniging PROUD op als opvolger. Sekswerk Nederland (SWN), een door Yvette Luhrs opgerichte onderzoeksorganisatie voor en door sekswerkers die actief was in 2014 en 2015, ging eerst samenwerken met PROUD en is er vervolgens in opgegaan (Luhrs volgde later Majoor op). Als voorzitter van PROUD voerde Majoor op 9 april 2015 een grote demonstratie van honderden sekswerkers aan tegen de plannen van het gemeentebestuur om tientallen ramen op de Wallen te sluiten, zonder dit te overleggen met de sekswerkers waar het over ging. Tegen Associated Press zei ze: 'Zij [=het bestuur van Amsterdam] zeggen dat ze meer controle willen over de seksindustrie omdat die vaak gerelateerd is aan mensenhandel en misbruik, maar volgens ons gebruiken ze dat alleen maar als excuus voor het gentrificatieproject.':0:55

### Boek United Under a Red Umbrella
In het najaar van 2017 maakte Majoor met haar dochter Robin dertien reizen naar landen over de wereld om daar sekswerkers te ontmoeten en hun verhalen te verzamelen, die ze bundelden in United Under A Red Umbrella : Sex work around the world (2018), waarvoor Robin de fotografie deed. In het boek beschrijven ze grote verschillen tussen hoe over de wereld tegen sekswerk aangekeken wordt (met verschillende maten van stigma), in welke situaties het werk plaatsvindt en hoe veilig het is, maar de geïnterviewden (inclusief mannelijke sekswerkers, die volgens Majoor 'dubbel' voor acceptatie moeten vechten) wilden graag 'met iemand praten die zelf uit het vak komt. Deze strijd creëert verbondenheid.'

### Verdere werk en gezondheid
In 2016 werd er bij Majoor lymfeklierkanker geconstateerd, waardoor ze het moeilijke besluit moest nemen om De Wallen na meer dan dertig jaar te verlaten. In april 2017 werd ze door de burgemeester geëerd als ridder in de Orde van Oranje-Nassau voor haar jarenlange informatievoorziening over prostitutie en belangenbehartiging van sekswerkers. Ondertussen had ze echter alweer een nieuw bedrijf opgericht genaamd Koekje uit Amsterdam, waarbij ze persoonlijk op de fiets dozen koekjes levert aan horecabedrijven in heel Amsterdam. Het liep aanvankelijk niet storm, mede omdat het met Majoor fysiek niet goed ging en ze veel medische onderzoeken moest doen.  Eind 2018 werd bij Majoor vervolgens ook nog maagkanker geconstateerd, waardoor ze zwaardere behandelingen moest ondergaan en Robin de bestellingen rondfietste wanneer haar moeder te ziek was.

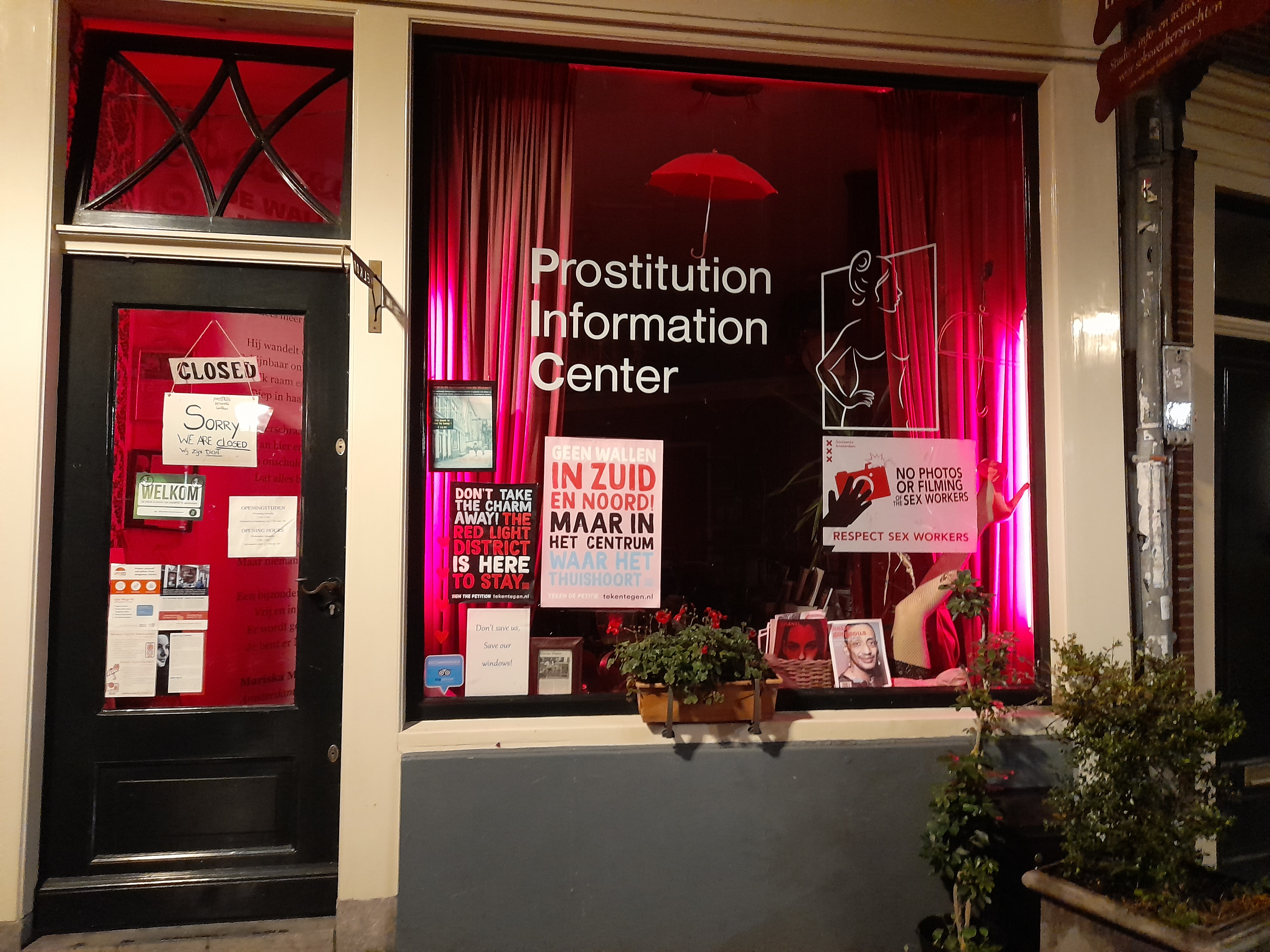
Het Prostitutie Informatie Centrum (PIC) anno 2023

Toen in 2020 door de coronapandemie de horeca voor lange tijd sloten en Koekje uit Amsterdam zonder klanten kwam te zitten, gaf Majoor veel dozen weg aan de daklozenopvang, waar ze al jarenlang solidariteit mee had. Na corona kwam haar koekjesonderneming tot bloei en werd leverancier van enkele prominente Amsterdamse horecabedrijven.

## Publicaties

### Tijdschriften
- Pleasure Guide: informatief magazine over het betaalde liefdesleven (vanaf 1992). Engels/Nederlands. Inlichting en voorlichting voor toeristen en klanten.
- De Rode Lantaarn (vanaf 2005). Blad voor de sekswerkbranche.

### Boeken
- Als sex werken wordt (1999). Latere edities: Als seks werken wordt: Alles wat iedereen zou moeten weten over sekswerk.
  - Engelstalige editie: When Sex Becomes Work (2016).
- 10 jaar PIC: een overzicht. Prostitutie Informatie Centrum 1994–2004. (2004)
- (met co-auteur Robin Haurissa) United Under A Red Umbrella: Sex work around the world (2018).
- De Wallen: toekomst van ons verleden (2020).
  - Engelstalige editie: Amsterdam Red Light District: The future of our past (2023).